# Broche para el cabello

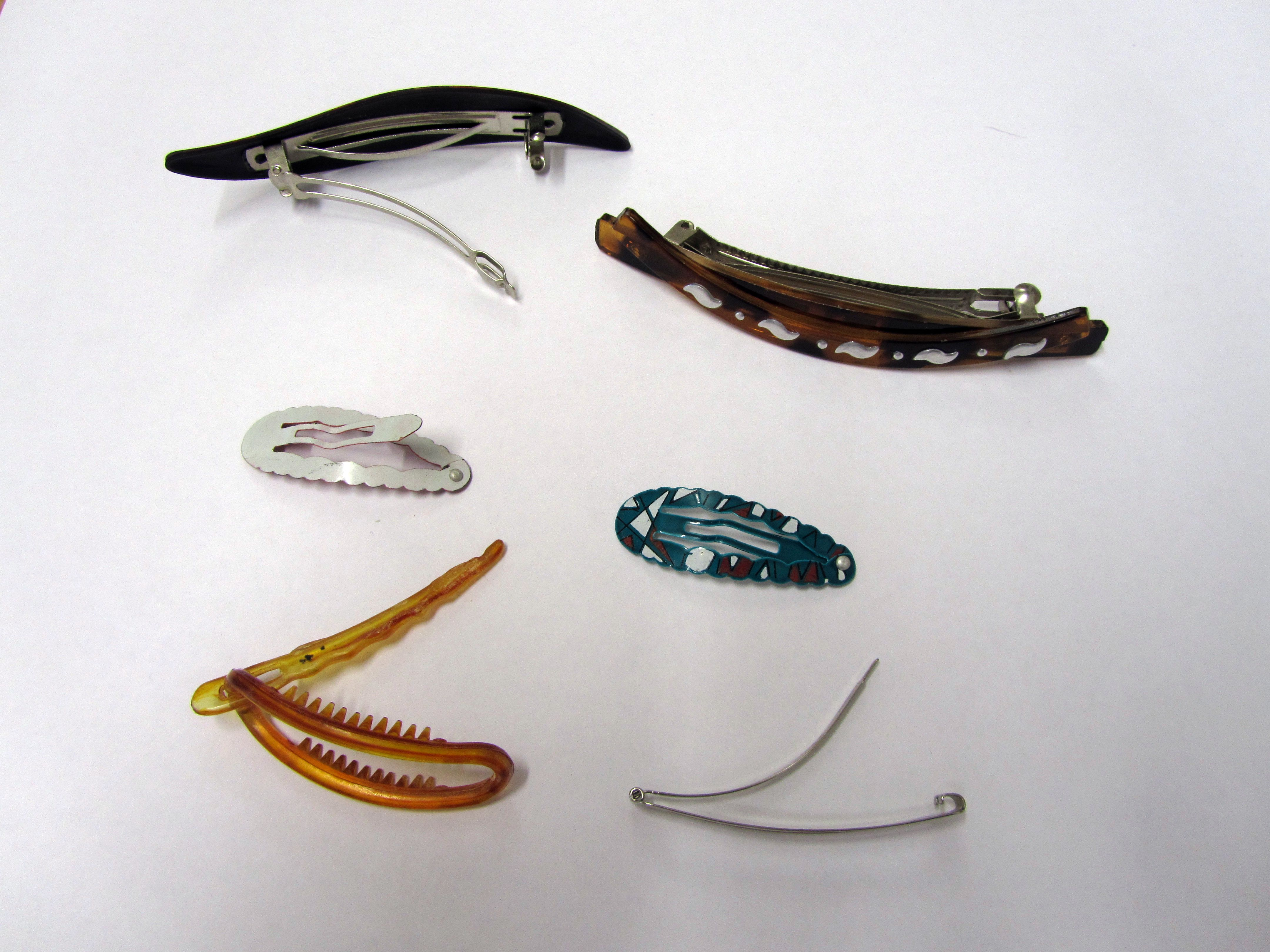
Diversos tipos de broches para el cabello.

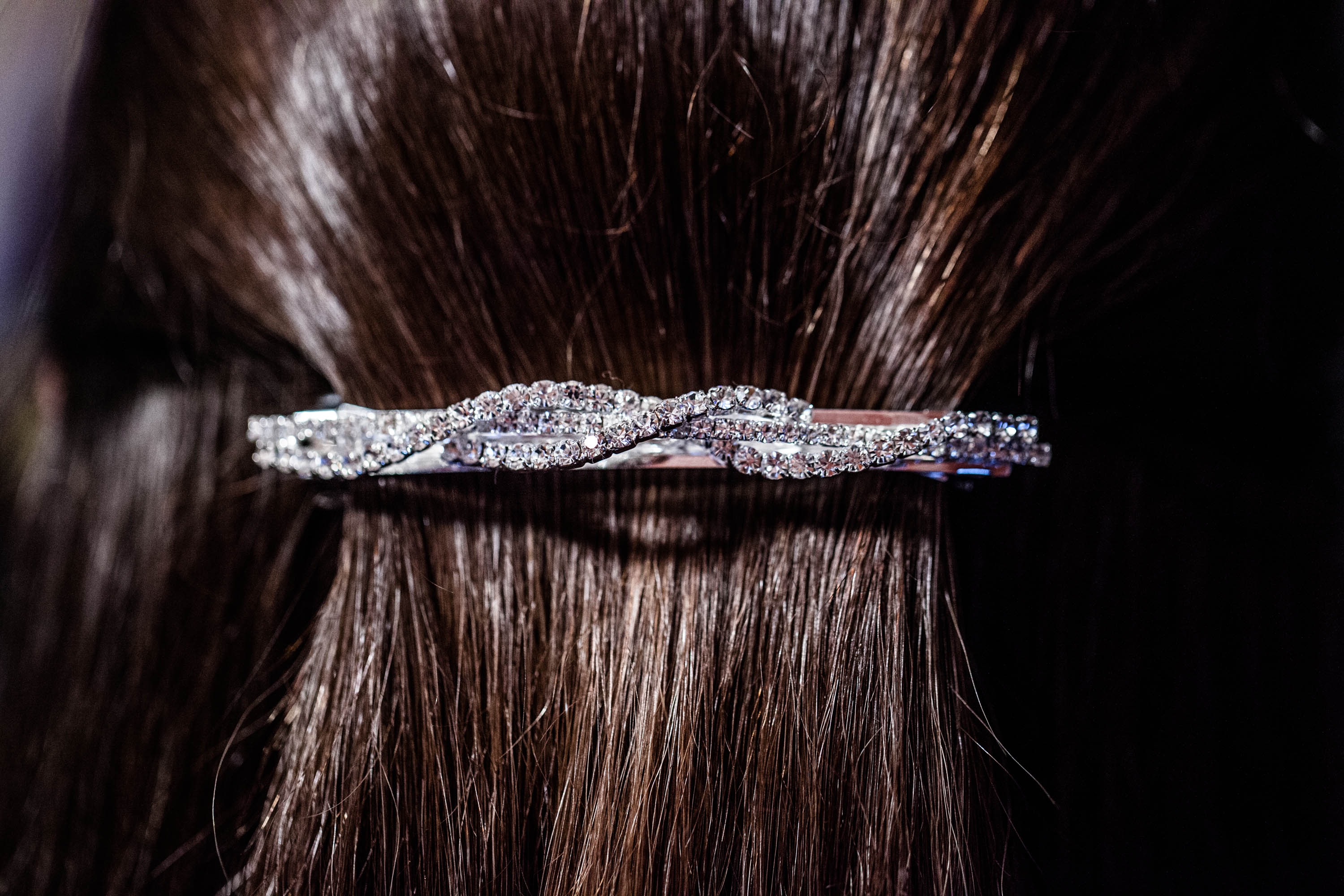
Broche para el cabello en la parte posterior de la cabeza de una mujer.

Un broche para el cabello, es un broche utilizado para fijar el cabello de determinada manera. A menudo están hechos de metal o plástico y a veces cuentan con recubrimiento de una tela decorativa. En un tipo de broche, se usa un pasador para asegurar el broche; el broche se abre cuando las dos piezas de metal a cada lado se presionan juntas.
Los broches se usan de diferentes maneras, en parte según su tamaño, los pequeños a menudo en la parte delantera de la cabeza y los grandes en la parte posterior para sostener más cabello. Se utilizan para mantener el cabello fuera de los ojos, o para asegurar un moño, un recogido o una cola de caballo. Los broches cortos de metal tipo "clip" a veces se usan para retirar los mechones de pelo de la frente. A veces los broches se usan exclusivamente con fines decorativos.
Los broches más grandes (algunos pueden tener una longitud de 8 a 10 cm) están diseñados para tomar el cabello más largo o una gran cantidad de cabello y, por lo general, se usan en la parte posterior de la cabeza, a menudo en rodetes o cola de caballo.  Si la intención es tirar hacia atrás el cabello, la longitud del broche no es el único elemento a considerar; el ancho del broche también indica aproximadamente cuánto cabello puede asegurar.
Se inventaron muchos tipos diferentes de broches para el cabello en el siglo XX. Los que son más populares son, la pinza de pelo alargada (vista en la parte superior de la imagen "Varios tipos de broches") inventada en 1972 por Marnie Bjornson y el broche para el cabello "clip" simple, que funciona al ajustar el clip desde una posición cóncava a convexa, al colocarlo en posición de bloqueo o al abrirlo. Varios de estos se ven en la figura superior.